# Amelia (Disney)
Amelia (Magica De Spell) è un personaggio immaginario dei fumetti e cartoni animati Disney, ideato da Carl Barks nel 1961 nella storia Zio Paperone e la fattucchiera (The Midas Touch); è una strega avversaria di Paperone.

## Caratteristiche
Soprannominata la fattucchiera (o la strega) che ammalia, è una papera antropomorfa dai folti e lunghi capelli neri e lisci, le ciglia lunghe che le donano uno sguardo da maliarda, un vestito nero con scollo quadrato e polsini rossi; indossa le tipiche scarpe col tacco delle eroine Disney, ma di colore nero. Diversamente dal classico stereotipo della vecchia megera, Barks la volle rappresentare con un aspetto attraente, ispirandosi a Sophia Loren e a Morticia Addams; altri indicano come possibile fonte di ispirazione anche Gina Lollobrigida (difatti nella prima storia in cui appare Amelia si finge l'attrice Gina Luluduckita).
Vive in una casetta di legno alle pendici del Vesuvio (ma nella serie TV DuckTales - Avventure di paperi viene mostrata abitare su una sperduta isola vulcanica su cui è scolpito il volto della fattucchiera), ma nonostante ciò Amelia è una strega oceanica e non vulcanica come raccontato in Amelia e le sette streghe vulcaniche (Topolino 3464) e successivamente in Il mondo di ghiaccio - Amelia oceanica contro le streghe vulcaniche (Topolino 3567).
È caratterizzata da un marcato accento napoletano e a proposito di questo, Barks ha dichiarato:
(Carl Barks)
Le origini napoletane della sua stirpe, così come l'origine della convivenza con il corvo Gennarino e l'ossessione per la Numero Uno di Paperon de' Paperoni, sono state anche narrate nella storia Amelia e l'antenata strega per forza (1998). Nelle storie italiane, ha come punto debole l'aglio, che la indebolisce costringendola a fuggire..
Nella storia di esordio, Zio Paperone e la fattucchiera, Amelia cerca di ottenere il leggendario tocco di Mida, che la renderebbe "ricca, ricca, ricca!", come esclama lei stessa con enfasi quasi eccessiva, attraverso un incantesimo da realizzare fondendo insieme in un crogiolo, grazie al fuoco solforoso del Vesuvio, le monete degli uomini più ricchi della Terra, rese dei veri e propri "amuleti" per il fatto di essere state toccate da uomini così importanti; ultimo magnate presso cui si reca è proprio Paperon de' Paperoni, che, divertito dalle teorie di Amelia, acconsente subito a venderle uno dei suoi decini al prezzo di un dollaro: quando si accorge di averle dato per sbaglio la sua Numero Uno, la prima moneta che ha guadagnato e che ha per lui uno speciale valore affettivo, la rincorre per potergliela ricomprare, ma Amelia se la tiene con la forza, perché ritiene che essendo la prima guadagnata è anche quella che il miliardario ha toccato più volte; i paperi riusciranno a recuperarla appena in tempo sul cratere del Vesuvio, ma la fattucchiera tornerà alla carica in altre storie per cercare ancora di derubare Paperone.
Nei vari tentativi di impossessarsi della moneta, Amelia attacca Paperone con ogni tipo di magia, spesso anche in combinazione con la tecnica (soprattutto nelle prime storie realizzate da Barks) come bombe, bacchette magiche, candele per viaggiare indietro nel tempo, sdoppiamenti e altri trucchi analoghi. Per questa sua ossessione viene talvolta criticata dalle altre streghe. Per conquistare la moneta di Paperone, arriva ad allearsi con altre creature magiche dell'universo Disney come Maga Magò (soprattutto in storie di produzione brasiliana), Nocciola e Roberta. Negli anni novanta fu anche protagonista di diverse storie e non più semplice antagonista di Paperone (in queste avventure il papero più ricco del mondo ha un ruolo marginale o non appare affatto), come ad esempio Amelia e le magie azzurre, in cui tenta di "stregare" la Nazionale di calcio italiana per favorirla ai Mondiali 1994, o Amelia fatina per un giorno, in cui compie una buona azione per aiutare i bambini di Paperopoli contro degli speculatori edilizi, passando per storie come Amelia, Magò e il mistero al pomodoro e Amelia, Magò e il cristallo dei sogni che la vedono nel ruolo di strega-detective insieme a Magò.
Le storie di Barks incentrate su fenomeni soprannaturali tendono il più delle volte a suggerirne una possibile spiegazione razionale, e le sue storie con Amelia, almeno inizialmente, non fanno eccezione. A differenza delle streghe tradizionali, nelle storie di Barks Amelia non usa la scopa ma viaggia in aereo (fa eccezione la storia post-pensionamento Bottled Battlers). Inoltre, nelle prime storie, le "magie" di Amelia erano molto blande tanto da poter essere spiegabili come semplici trucchi di illusionismo da parte di una trasformista molto abile. Solo a partire da Zio Paperone novello Ulisse, Amelia diventa una vera strega, grazie alla scoperta dell'antro della maga Circe e delle sue pozioni e oggetti magici: il loro utilizzo rende la fattucchiera che ammalia molto più pericolosa e alle sue magie non è più possibile dare una spiegazione razionale. In ogni caso in queste storie i poteri di Amelia dipendono principalmente da oggetti magici come bacchette, e quando queste vengono distrutte dai protagonisti onde rendere la strega inoffensiva, Amelia, immancabilmente, perde l'autocontrollo e insegue Paperone e nipoti cercando di colpirli con sassi o altri oggetti (come gioielli contraffatti "made in Hong Kong" o "cometine" generate da un pezzetto di bacchetta magica), finale ricorrente in queste storie.
Secondo la visione di Don Rosa, basata sulle storie di Barks, Amelia non andrebbe considerata un essere con abilità magiche innate, quanto piuttosto un'esperta di stregoneria che può lanciare incantesimi e magie solo con l'ausilio di bacchette e altri oggetti magici. Ciò viene esplicitato ad esempio in Zio Paperone in qualcosa di veramente speciale, in cui Amelia è caratterizzata come una fattucchiera di bassa lega che non dispone del denaro sufficiente per potersi permettere bacchette magiche di alta qualità (che le avrebbero permesso di creare dell'oro senza alcuna necessità di dover rubare la numero uno per ottenere il tocco di Mida), ma anche in Zio Paperone - Una questione di estrema gravità, in cui Paperone è in grado di lanciare le stesse magie di Amelia una volta sottrattele la bacchetta magica; inoltre in Paperino - La ricerca di Kalevala Amelia viene messa facilmente fuori combattimento dai protagonisti perché, come ammesso esplicitamente da lei stessa, non aveva avuto il tempo di portare con sé bacchette magiche. Secondo la testimonianza di Don Rosa anche il supervisore delle sceneggiature di produzione danese, Byron Erickson, è d'accordo con questa interpretazione del personaggio, tanto da imporre agli sceneggiatori suoi sottoposti di limitare le abilità magiche di Amelia riportandola alle origini (cioè al modo in cui veniva caratterizzata nelle storie di Barks). In storie di altri autori, invece, è in grado di lanciare magie anche senza l'uso di bacchette o altri oggetti magici.

## Nei fumetti

### Storie di produzione americana
Amelia è stata creata da Carl Barks per la storia The Midas touch (Zio Paperone e la fattucchiera) pubblicata su Uncle Scrooge n. 36 del 1961; il personaggio compare in altre nove storie di Barks, tra cui una post-pensionamento. In due di queste storie (Isle of golden geese e Rug riders in the sky), peraltro, non tenta di impadronirsi della numero uno ma ostacola Paperone e nipoti con l'intento di impadronirsi di altri oggetti ambiti (segnatamente le uova d'oro e il tappeto volante). Nelle prime quattro storie di Barks Amelia fa uso di abilità magiche molto limitate, tanto da poter essere spiegabili in modo razionale come meri trucchi quali, ad esempio, travestimenti, bombe con effetti stordenti, l'ipnosi o l'uso della tecnologia (vedasi ad esempio il "raggio stordente" che va a batterie in Zio Paperone e la cassaforte di cristallo). Solo a partire da Oddball Odyssey (Zio Paperone novello Ulisse) del 1963, grazie alla scoperta dell'antro della maga Circe colmo di oggetti magici molto potenti, Amelia comincia a far uso di vere e proprie stregonerie divenendo decisamente più pericolosa.
Negli Stati Uniti il personaggio fu usato raramente nelle storie edite dalla Western Publishing, ma in compenso, a partire dal 1965, lo Studio Disney produsse molte storie brevi destinate al mercato estero in cui il personaggio agisce in combutta con Maga Magò. In queste storie, solitamente disegnate da Jim Fletcher, furono introdotti nuovi personaggi ricorrenti come Caraldina (la nonna di Amelia), Civetto (un apprendista stregone), i discoli Maghetto e Maghetta (i figli della Perfida Strega dell'Ovest), mentre il corvo Gennarino (Ratface) è sostituito da due corvi (Ed e Al, i "corvi delle streghe").

### Amelia nell'opera di Carl Barks

#### Storie
- The Midas Touch (W US 36-01) datato 17 aprile 1961. Prima pubblicazione: Uncle Scrooge n. 36 del (dicembre 1961) (USA). Prima pubblicazione italiana: Topolino n. 331 (1º aprile 1962) col titolo Zio Paperone e la fattucchiera.
- Ten-Cent Valentine (W WDC 258-01) datato 14 giugno 1961. Prima pubblicazione: Walt Disney's Comics and Stories n. 258 (marzo 1962) (USA). Prima pubblicazione italiana: Topolino n. 347 (22 luglio 1962) col titolo Zio Paperone e il giorno di San Valentino.
- The Unsafe Safe (W US 38-02) datato 11 ottobre 1961. Prima pubblicazione: Uncle Scrooge n. 38 (giugno 1962) (USA). Prima pubblicazione italiana: Topolino n. 348 (29 luglio 1962) col titolo Paperon de' Paperoni e la cassaforte di cristallo.
- Raven Mad (W WDC 265-02) datato 17 febbraio 1962. Prima pubblicazione: Walt Disney's Comics and Stories n. 265 (ottobre 1962) (USA). Prima pubblicazione italiana: Topolino n. 367 (9 dicembre 1962) col titolo Paperino e il corvo parlante.
- Oddball Odyssey (W US 40-02) datato 12 aprile 1962. Prima pubblicazione: Uncle Scrooge n. 40 (gennaio 1963) (USA). Prima pubblicazione italiana: Topolino n. 374 (27 gennaio 1963) col titolo Zio Paperone novello ulisse.
- For Old Dime's Sake (W US 43-01) datato 16 luglio 1962. Prima pubblicazione: Uncle Scrooge n. 43 (luglio 1963) (USA). Prima pubblicazione italiana: Topolino n. 407 (15 settembre 1963) col titolo Zio Paperone e l'inespugnabile deposito.
- Isle of Golden Geese (W US 45-01) datato 28 gennaio 1963. Prima pubblicazione: Uncle Scrooge n. 45 (ottobre 1963) (USA). Prima pubblicazione italiana: Topolino n. 430 (23 febbraio 1964) col titolo Zio Paperone e l'Arcipelago dei Piumati.
- The Many Faces of Magica de Spell (W US 48-01) datato 15 ottobre 1963. Prima pubblicazione: Uncle Scrooge n. 48 (marzo 1964) (USA). Prima pubblicazione italiana: Almanacco Topolino n. 90 (giugno 1964) col titolo Amelia maga del cangiante
- Rug Riders in the Sky (W US 50-1) datato 26 dicembre 1963. Prima pubblicazione: Uncle Scrooge n. 50 (luglio 1964) (USA). Prima pubblicazione italiana: Topolino n. 467 (8 novembre 1964) col titolo Zio Paperone e il tappeto volante.
- Bottled Battlers (W JW 10-02) datato 21 agosto 1970, disegni di Tony Strobl. Prima pubblicazione: Junior Woodchucks n. 10 (luglio 1971) (USA). Prima pubblicazione italiana: Topolino n. 827 (3 ottobre 1971) col titolo I tre nipotini e la battaglia in bottiglia

#### Copertine
- Witch for a Day (W WDC 281-00B) un quarto di tavola per l'omonimo racconto di Tony Strobl. Prima Pubblicazione: Walt Disney Comics n. 281 (febbraio 1964) (quarta di copertina) (USA). Prima pubblicazione italiana: La grande dinastia dei paperi (allegato al Corriere della Sera) n. 28 (4 agosto 2008).
- The Many Faces of Magica de Spell (W US 48-00) mezza tavola per l'omonimo racconto di Carl Barks. Prima pubblicazione: Uncle Scrooge n. 48 (marzo 1964) (copertina) (USA). Prima pubblicazione italiana: Almanacco Topolino n. 90 (giugno 1964) (copertina)
- The Great Rainbow Race (W DD 105-00) una tavola per l'omonimo racconto di Tony Strobl. Prima Pubblicazione: Donald Duck n. 105 (gennaio 1966) (USA). Prima pubblicazione italiana: La grande dinastia dei paperi (allegato al Corriere della Sera) n. 31 (25 agosto 2008).

#### Dipinti a olio
- Blue Composition Of Ducks (CB OIL 9) (1971) dipinto a olio raffigurante Paperon de Paperoni con la numero uno davanti al deposito con sfondo notturno. Prima pubblicazione: The Fine Art of Walt Disney's Donald Duck (1981) (USA). Prima pubblicazione italiana: Zio Paperone n. 23 (agosto 1991).
- July Fourth in Duckburg (CB OIL 119) (1976) dipinto a olio raffigurante Paperon de Paperoni tamburino alla sfilata del 4 luglio. Prima pubblicazione: Carl Barks and the Art of the Comic Book (1981) (USA). Prima pubblicazione italiana: Zio Paperone n. 108 (settembre 1998).
- Wanderers Of Wonderlands (CB OIL 123) (1980). dipinto a olio raffigurante Paperon de Paperoni in mezzo ai tesori delle Sette città di Cibola. Prima pubblicazione: Walt Disney's Uncle $crooge McDuck: His Life and Times by Carl Barks n. 2 (1987) (USA). Prima pubblicazione italiana: Donald Duck Special (novembre 1989) (copertina).
- Holiday in Duckburg (CB OIL 137) (1989) dipinto a olio raffigurante Paperon de Paperoni nel parco cittadino con un cercametalli. Prima pubblicazione: Carl Barks Library (1990) (USA). Prima pubblicazione italiana: Disney Time n. 48 (Vita e Dollari di Paperon de' Paperoni - Speciale 60 anni) (novembre 2007).
- Mardi Gras Before the Thaw (CB OIL 140) (1991) dipinto a olio raffigurante Paperon de Paperoni nel parco cittadino che noleggia pattini per pattinare sul lago gelato. Prima pubblicazione: Aku Ankka n. 8 (24 febbraio 1993) (Finlandia). Prima pubblicazione italiana: inedito (?).
- I Wonder What My Fortune Cookie Says? (CB OIL 144) (1996) dipinto a olio raffigurante Paperon de Paperoni che legge il bigliettino di un dolcetto della fortuna mentre, alle sue spalle, Amelia, introdottasi nel deposito sotto le mentite spoglie del fattorino che ha portato il pranzo cinese, si toglie la maschera. Prima edizione: Publication: Carl Barks Ölgemälde-Kalender mese di aprile (1998) (Germania). Prima edizione italiana: inedito (?).

### Storie di produzione italiana
Già nel 1962, nel frattempo, il personaggio cominciò ad apparire nelle storie di produzione italiana per merito dei fratelli Abramo e Giampaolo Barosso (il primo soggettista, il secondo sceneggiatore). Successivamente il personaggio fu usato da molti altri sceneggiatori italiani, tra cui Rodolfo Cimino che le affiancò nuovi complici tra cui Roberta la studiosa esperta, mentre Guido Martina la usò in una sola occasione (Topolino allo Zecchino d'oro del 1969) preferendole Grimilde come nemica magica di Paperone in Paperinika e la selvaggia banda dei Mekanos del 1980; nel corso degli anni Amelia è rimasta una presenza abituale e uno dei personaggi più popolari nelle storie di produzione italiana.

### Storie di produzione estera
A partire dagli anni settanta il personaggio venne utilizzato anche in storie di produzione danese, olandese e brasiliana. Gli autori brasiliani si rifecero soprattutto alle storie di Amelia e Magò realizzate dallo Studio Disney, mentre la principale fonte di ispirazione delle storie di produzione nord-europea era costituita dalle storie di Barks.

## Nell'animazione

### DuckTales - Avventure di paperi
Amelia appare come una degli antagonisti principali della serie animata DuckTales - Avventure di paperi, insieme a Cuordipietra Famedoro e Mamma Bass della Banda Bassotti. La serie riprende la versione Barksiana, ma se da un lato viene accentuata la sua malvagità, dall'altro viene ampliato l'amore per il suo corvo, infatti vuole usare la Numero 1 per farlo tornare uomo. Anche il suo desiderio è diverso, vuole usare il decino per creare un amuleto per dominare il mondo e non il Tocco di Mida per diventare ricchissima.

### Darkwing Duck
Dopo DuckTales, appare in un cameo nell'episodio Dalla missione alla pensione dello spin-off Darkwing Duck, insieme a e Cuordipietra Famedoro e la Banda Bassotti.

### DuckTales

Amelia nella serie animata reboot.

Amelia riappare come una degli antagonisti principali nella serie DuckTales (reboot dell'omonima serie), insieme a Cuordipietra Famedoro, Mamma Bass della Banda Bassotti, Bradford Buzzard della F.O.W.L. e il Generale Lunaris, dove viene presentata con le piume verdi e gli occhi gialli e demoniaci, possiede un bastone del potere. Il suo piumaggio diventa bianco solo quando perde i suoi poteri.
È aiutata da sua nipote Lena DeSpell, che all'inizio si presenta a Gaia come Lena Le Strange per non farla insospettire, spacciandosi per un'adolescente con la passione per gli scherzi e le sfide. Nella realtà usa l'amicizia di Gaia e sua nonna Bentina per avvicinarsi a Villa de Paperoni, rubare la Numero Uno e aiutare sua zia Amelia a liberarsi dalla sua forma d'ombra rinchiusa dentro un medaglione (in riferimento ad un vecchio episodio originale di DuckTales "Gioco di ombre", in cui Amelia veniva tradita dalla sua stessa ombra).

## Comprimari

### Gennarino
Gennarino (Ratface) è il corvo domestico di Amelia, che svolge le funzioni di famiglio. La sua prima apparizione viene fissata al gennaio 1963, quando nella storia Zio Paperone e l'arcipelago dei piumati Amelia si fa aiutare da un corvo parlante; a ben vedere però, nelle storie precedenti, nel "covo" della strega erano già presenti, come da tradizione, numerosi animali di colore nero (gatti, topi, pipistrelli, corvi), ma soltanto Gennarino diventerà un personaggio fisso. È un vero e proprio corvo, non antropomorfo, ma capace di comunicare con la sua padrona (anche se nella maggior parte delle storie non parla) e di assisterla nelle sue magie. Nelle storie di produzione italiana al massimo viene provvisto di balloon in cui vengono scritti i suoi pensieri. Fedelissimo ad Amelia, la aiuta in tutti i modi nella caccia alla Numero Uno, anche se spesso riesce solo a combinare guai.
In alcune storie italiane, i corvi sono due, mentre nella serie DuckTales - Avventure di paperi è sostituito da un altro corvo, Poe. Poe De Spell è il fratello di Amelia, appare unicamente nella serie TV DuckTales e nelle riduzioni a fumetto a essa ispirate. Un incantesimo lo ha trasformato in un corvo non antropomorfo. Vero e proprio sostituto di Gennarino, gli si differenzia per l'uso della parola e di un caratteristico lobbia. Nell'episodio Caccia alla Numero Uno (Send in the Clones), Amelia dichiara che fondendo la Numero Uno di Paperone nel suo amuleto diventerebbe così potente da poter restituire a Poe il suo vero aspetto. Il nome Poe è un omaggio a Edgar Allan Poe e alla sua poesia Il corvo: "nevermore" ("mai più") infatti è la stessa parola ripetuta continuamente dal corvo protagonista della poesia. Spesso la strega si rivolge a lui in originale come Mr. Poe. Nell'edizione italiana, pur essendo comunque presentato come fratello di Amelia, viene chiamato Gennarino e doppiato con forte accento partenopeo.

### Personaggi introdotti da Jim Fletcher
- La nonna di Amelia (Granny De Spell) appare per la prima volta nel 1966, nella storia Maga Magò e la ricerca insulsa (A Lesson From Granny).  Nel 1995, il trio Francesco Artibani, Lello Arena e Giorgio Cavazzano rivisita il personaggio nella storia Amelia e la pietra Pantarba. La nonna qui si chiama Caraldina ed è diversa dalla nonna degli anni sessanta, innanzitutto perché l'aspetto fisico è completamente differente: la papera sembra meno anziana, ha lunghi capelli ricci e veste in stile hippy. Inoltre è invadente e oppressiva, i suoi incantesimi spesso funzionano nel modo sbagliato e possiede poteri pericolosi per lei e per quelli che le stanno intorno (ad esempio si trasforma in ciò che sogna). Nella storia, Caraldina e gli altri strani familiari di Amelia (Minima e Rosolio) aiutano a modo loro Amelia nella ricerca della pantarba, una leggendaria pietra magica in grado di attrarre a sé altri oggetti preziosi[19][20]. Da notare che nell'episodio 51 di DuckTales Amelia fa riferimento a una certa "Nonna Tragica".
- Civetto (Samson Hex in originale) è un giovane apprendista di Amelia. Apparso in alcune storie americane statunitensi disegnate da Jim Fletcher negli anni sessanta, dove Amelia agisce insieme a Maga Magò e alla nonna. Il suo aspetto è quello di un uccello antropomorfo dotato di becco adunco.
- Ad Amelia e Maga Magò (che l'autore Jim Fletcher negli anni '60 fa convivere in un tetro castello) vengono ogni tanto affidati in custodia Nocina (Witch Child) e Nespolo (Warlock), i figli della Perfida Strega dell'Ovest (Wicked Witch of the West), un personaggio de Il meraviglioso mago di Oz. Nocina, che successivamente verrà chiamata Maghetta, appare per la prima volta nella storia Witch Child Comes to Tea, che ebbe la sua prima pubblicazione mondiale in Italia col titolo Amelia e il mancato debutto (Topolino n. 587 del 1967). Nespolo, che successivamente verrà chiamato Maghetto, appare per la prima volta nella storia Send Two Kids to Do a Witch's Job, anche questa pubblicata per la prima volta in Italia, col titolo Amelia e la fissazione del soldo (Topolino n. 592).

### Personaggi introdotti in Italia
- Streghella è un personaggio ideato negli anni settanta da Michele Gazzarri con la storia Zio Paperone e il quadrifoglio portasfortuna del 1976. È la nipote di Amelia. Nella prima apparizione è bionda, con pettinatura a coda di cavallo e vestiti all'ultima moda, carattere irritante e si autodefinisce una strega "moderna", in aspirapolvere e con formulario computerizzato. In seguito viene caratterizzata in modo completamente diverso dalla zia, non solo nell'aspetto: è sempre rappresentata come bionda, con lentiggini e un cappello elegante; inoltre è una strega "buona", molto abile nelle arti magiche, ma sempre in contrasto con le altre streghe, che la rimproverano per le sue maniere gentili. È amica di Qui, Quo, Qua (Zio Paperone e la sfida del mulino abbandonato, 1980) e di Emy, Ely, Evy (Strega... Streghella la magia può esser bella, 1995).
- Roberta, "la studiosa esperta", è un personaggio inventato da Rodolfo Cimino negli anni settanta. Strega "tecnologica", è una papera dal becco a punta, capelli ricci e biondi, sguardo penetrante (nelle caratterizzazioni grafiche di Giorgio Cavazzano e di Luciano Gatto; altri autori, come Giorgio Bordini, le hanno dato un aspetto più innocuo). Vive su un'isola sperduta in mezzo al mare (accuratamente evitata dai naviganti) che sembra un incrocio tra un laboratorio scientifico e una fabbrica con tanto di ciminiere. Amica e consigliera di Amelia, la aiuta nei suoi tentativi di impadronirsi della Numero Uno fornendole vari tipi di supporto, che vanno dalla metafisica alla tecnologia, combinati con la magia (un po' come Archimede aiuta Paperone a difendersi dalle streghe con le sue invenzioni), mentre è ad Amelia che vengono demandati gli aspetti più soprannaturali delle storie. Nella prima storia in cui appare, Zio Paperone e le streghe in azione (1971, di Cimino e Cavazzano), Roberta conduce Amelia a una caverna dove si fanno vaticini, poi alla mitica "caverna delle personalità rovesciate". In una storia successiva, Zio Paperone e il turbinio magitecnico (1973, di Cimino e Gatto), Roberta costruisce per Amelia un congegno in grado di distruggere la rete antimagica (un campo di forze a forma di reticolo) che protegge il deposito, senza chiedere nulla in cambio: le basta infatti la soddisfazione di battere Archimede. In storie più recenti, invece della classica sfera di cristallo Roberta usa una lanterna tecnico-magica con la quale può vedere ogni luogo della Terra, e perfino scrutare nel passato (Zio Paperone e il tallero firmato, Zio Paperone e la moltiplicazione della Numero 1), e quando vuole "tessere una trama funesta" lo fa letteralmente, con un futuristico telaio (Zio Paperone e il profumo della gioventù). Sono molto rare le storie con Roberta non sceneggiate da Cimino: alcuni esempi sono Amelia e gli esami di magia (in cui Roberta ha un ruolo marginale e non usa mai la tecnologia che la caratterizza) e Zio Paperone e l'attacco al Vesuvio.
- Altra nipote di Amelia è Minima, personaggio che appare per la prima volta in Dime After Dime (1991), un fumetto ispirato al cartone DuckTales. Anche questo personaggio viene rivisitato nella già citata Amelia e la pietra Pantarba. Minima, al contrario di Streghella, è una bambina pestifera, e la "vittima" dei suoi dispetti è solitamente il corvo Gennarino, che tratta come una bambola.
- Rosolio è un personaggio inventato da Francesco Artibani, Lello Arena e Giorgio Cavazzano, e appare per la prima volta nella già citata Amelia e la pietra Pantarba. È uno spasimante della strega partenopea: nonna Caraldina sostiene che sarebbe un fidanzato perfetto per Amelia, la quale però lo detesta da sempre; mago incapace (è definito "apprendista prestigiatore" nella prima storia in cui appare, mentre nella successiva Amelia e la furia degli elementi[21] si scopre che ha superato l'esame di prestigiatore), ha anche lui poteri pericolosi: quando starnutisce sputa fuoco, e ciò avviene quando si avvicina troppo a Gennarino, perché è allergico ai corvi. Sempre in Amelia e la pietra Pantarba si scopre che Amelia ha ideato un incantesimo che confina Caraldina, Minima e Rosolio nella dimensione delle streghe, ma che ogni 777 giorni perde il suo effetto, costringendola a sopportare la loro compagnia indesiderata per 333 ore. Nota: Rosolio non è da confondersi con un personaggio con lo stesso nome, apparso in Topolino e i furti a ripetizione, storia del 1966.
- Matilda è l'apprendista strega teenager cugina di Amelia, che si trasferisce da lei perché ha bisogno di un po' di disciplina. È stata introdotta nel 1999 nella serie di storie Matilda-L'apprendista streghetta, scritte da Giovanna Bo e disegnate da Emilio Urbano. Possiede una tarantola domestica (Tarty) che si diverte a punzecchiare Gennarino, e un aspirapolvere volante (Aspy) che usa al posto della scopa magica, ed è allergica alla Numero Uno.
- Nel 2007 fa il suo esordio Adelia, un'altra cugina di Amelia: è la pecora bianca di famiglia, essendo una fata (il titolo della prima e finora unica storia in cui appare è infatti Amelia e la cugina fata).
- Altri personaggi che si innamorano di Amelia e appaiono solo in una storia sono Magiko, detto lo stregone zoologico perché capace di trasformarsi in qualsiasi animale desideri e il pizzaiolo Peppino, che lavora nella fittizia Little Italy di Paperopoli (Amelia in: un amore di strega). Nella storia Amelia e la rinuncia alla numero 1[22] pubblicata su Topolino numero 2232 del 1998, Amelia s'innamora (ricambiata) di Teo, il direttore di un piccolo albergo in montagna dove si è recata in vacanza, nonché vecchio amico di Paperone. I due stanno per sposarsi (cosa che comporterebbe la rinuncia di Amelia alla magia) e l'amore di Teo ha addirittura guarito Amelia dalla sua ossessione per la Numero 1, sebbene Paperone (anche lui ospite dell'albergo) non si fidi della fattucchiera. Tuttavia, la scoperta del legame tra Paperone e Amelia fa impazzire Teo, il quale non esita a rubare la moneta di Paperone per fonderla, malgrado Amelia sia ormai contraria. La strega è dunque costretta a paralizzare il fidanzato e a lasciarlo per salvarlo da se stesso. La storia si chiude con la frase toccante "L'amore più grande è proprio quello che sacrifica se stesso".

## In altre lingue
Il nome è stato tradotto in modi molto diversi a seconda del paese:
- Arabo: الساحرة سونيا, Sonia
- Bulgaro: Маджика де Спел (Madžika de Spel)
- Ceco: Magika von Čáry
- Cinese: 玛奇卡
- Danese: Hexia de Trick, Magika Pokus
- Greco: Μάτζικα Ντε Σπελ(λ) [Mátzika Nte Spel(l)] (pronunciato Madzica de Spel)
- Faroese: Huldu Trøllont
- Finlandese: Milla Magia
- Francese: Miss Tick
- Giapponese: マジカ デ スペル [Majika de superu]
- Indonesiano: Mimi Hitam
- Inglese: Magica de Spell
- Islandese: Hexía De Trix
- Lettone: Maģija Hipnotizētāja
- Lituano: Magika Keryčia
- Norvegese: Magica fra Tryll
- Olandese: Zwarte Magica
- Polacco: Magika de Czar
- Portoghese: Maga Patalógica
- Russo: Магика Де Гипноз (Magika De Gipnoz)
- Serbo: Мага Врачевић (Maga Vračević)
- Slovacco: Čarodejnica Magika
- Spagnolo: Mágica de Hechizo / Bruja Amelia (in Messico) / Amelia la Bruja Pata (in Spagna)
- Svedese: Magica de Hex, Dittemitti, Knirke
- Tedesco: Gundel Gaukeley